# James Harry Beatty
Pour les articles homonymes, voir James Beatty et Beatty.
James Harry Beatty (11 mars 1890-18 février 1966) est un homme politique canadien de la Colombie-Britannique. Il est député provincial conservateur de la circonscription britanno-colombienne de Victoria City de 1928 à 1933. 
Beatty meurt à Victoria en février 1966 à l'âge de 75 ans.